# Flobots
A Flobots egy denveri (Colorado állam, USA) alternatív hiphopegyüttes, 2000-ben alakultak. Két stúdióalbumuk és egy EP-jük jelent meg. Első komolyabb sikerüket a Universal Republic kiadónál megjelent Fight with Tools című 2007-es albumukkal érték el. A Handlebars című számuk nagy népszerűségre tett szert, mikor a Modern Rock rádió 2008 áprilisában játszani kezdte.

## Történetük

### A kezdetek és azOnomatopoeiacímű album (2000-2004)
A Flobots-ot 2000-ben alapította James Laurie (művésznevén Jonny 5) és Farhad Ebrahimi (művésznevén Yahktoe) producer. Együtt jelentették meg az Onomatopoeia című albumot, aminek címadó dala felkerült az MIT Songwriting Clubja (dalíró klub) által megjelentetett válogatásra (Ebrahimi az MIT-n végzett). Az album Jonny 5 + Yak név alatt jelent meg, de a borítón fel volt tüntetve a www.flobots.com weblap. A címadó dalban közreműködött David Gralow gitáron, Terrence Favors csellón, és Jaymz Haynes basszusgitáron. A zenekarra nagy hatással volt a CAKE alternatív rockzenekar.

### Flobots Present...Platypus(2005-2006)
Laurie a Flobots nevet vitte tovább, amikor belekezdett egy mellékprojektbe Brer Rabbit MC-vel (valódi nevén Stephen Brackett). Hozzájuk csatlakozott Mackenzie Roberts hegedűs, Jesse Walker basszusgitáros, Andy Guerrero gitáros (a Bop Skizzum funkzenekarból), Joe Ferrone trombitás (szintén a Bop Skizzumból), és Kenny Ortiz dobos. Zenéjük változatosan hangszerelt, szövegeikben politikai és szociális témák is megjelennek. Az év végére olyan sikeresek lettek, hogy ez lett Laurie elsődleges projektje. A zenekar tagjai időnként számokkal azonosítják magukat: Jonny 5 a 05, Brer Rabbit a 0, Mackenzie a 33, Andy a 17, Jesse a 101, Joe a 79 és Kenny a 69.
2005 októberében jelent meg Flobots Present...Platypus című albumuk, amiből a következő két év alatt összesen 3000 példány kelt el.

### Fight with Toolsés utána (2007-napjainkig)
2007 októberében, egy évi munka után adták ki Fight With Tools című albumukat, aminek bemutató koncertje telt házas lett. A zenekar Handlebars (biciklikormány) című dalát nevezték egy denveri rádióadó (93.3 KTCL) versenyére, amiben rajongók 35 helyi zenekarra szavazhattak. A Flobots megnyerte a rádióban zajló versenyt, és az élő előadásért járó díjat is. A nagy népszerűség miatt a rádió 2008. márciustól kezdve folyamatosan játszotta a számot, ami egészen a harmadik helyig jutott a Billboard modern rock listáján.
2008. februárban az együttes fellépett az englewoodi (Kolorádó állam) Gothic Theatre-ben a „The Heart Attack” rendezvényen, ahol együtt játszott a The Hot IQs és Paper Bird helyi zenekarokkal. Ez után kereste meg őket a Universal Republic kiadó, és két albumra szóló szerződést kötött velük. 2008. márciustól kezdve nagyon sok rendezvényen léptek fel.
2008. május 20-án léptek fel először a televízióban, Carson Daly talkshowjában.
Még aznap vendégei voltak egy népszerű betelefonálós rádióműsornak (Loveline). Szintén aznap jelent meg a Fight With Tools újrakiadása, amit az újonnan jött ismertség tett lehetővé. Később felléptek Jay Leno műsorában a Handlebars című dallal, majd a Rise-zal Conan O’Brien műsorában.
A Dajuroka.com szerint a Flobots már dolgozik következő albumán, ami 2009-ben jelenik majd meg.

## Diszkográfia

### Albumok
- Onomatopoeia (2001)
- Fight with Tools (2007; 2008-ban újra kiadva) – A Billboard Hot 200 listán 15. helyezés;[9] Amerikában 266.867 példányban kelt el; a UK Albums Chart-on 52. helyezést ért el.[10]

### EP-k
- Flobots Present...Platypus (2005)

### Kislemezek
| 2008                                                   | "Handlebars" | 37 | 34 | 3  | 20 | 63 | 14 | 26 | Fight with Tools |
| 2008                                                   | "Rise"       | —  | —  | 33 | —  | —  | —  | —  | Fight with Tools |
| 2008                                                   | "Stand Up"   | —  | —  | —  | —  | —  | —  | —  | Fight with Tools |
| A „—” jelöli, ha nem ért el helyezést az adott listán. |              |    |    |    |    |    |    |    |                  |

## Külső hivatkozások
- Flobots hivatalos weboldal
- Street Team kezdeményezésük weblapja
- Flobots a Purevolume-on
- Flobots az IMDb-n